# Gastracanthus japonicus
Gastracanthus japonicus är en stekelart som beskrevs av Kamijo 1960. Gastracanthus japonicus ingår i släktet Gastracanthus och familjen puppglanssteklar. Inga underarter finns listade i Catalogue of Life.